# One Man's Hero
One Man's Hero  es una película de 1999 protagonizada por Tom Berenger y dirigida por Lance Hool. La película cuenta con la distinción de ser la última película estrenada por Orion Pictures.
La película es una dramatización verídica de Jon Riley y el batallón de San Patricio, un grupo de católicos irlandeses inmigrantes que abandonan el ejército norteamericano de mayoría protestante para unirse al ejército mexicano católico y pelear a su lado durante la Intervención estadounidense en México de 1846 a 1848.

## Argumento
La historia se centra alrededor del sargento John Riley y los 16 hombres de su batallón que (en contra de la ley militar) son azotados por "deserción" solo porque habían viajado (permiso denegado) al lado mexicano de la frontera para cumplir con su obligación religiosa de asistir a misa. El sargento Riley, en lo que respecta a la seguridad y el bienestar de sus hombres, los libera a punta de pistola. Él les acompaña hacia la frontera con México para encontrar suerte en el puerto de Veracruz y tomar un barco de vuelta a Irlanda, solo para ser capturado violentamente por el revolucionario Juan Cortina como enemigos de México. Riley, herido en el muslo, es cuidado por la mujer de Cortina, Marta (Daniela Romo). Cuando Cortina decide qué hacer finalmente con Riley y sus hombres, llegan noticias de que los Estados Unidos y México están en guerra, y si son capturados podrían ser ahorcados. Debido a esto, los desertores irlandeses son presentados con la opción de unirse y luchar en el lado de los revolucionarios mexicanos, o ser ejecutados por él como enemigos de su país.
Cortina y sus fuerzas son pronto tomadas por el coronel Máximo Nexor, comandante del Ejército Republicano del Gobierno de México, y se les dio la opción de luchar por Santa Anna contra el agresor ejército Norteamericano, o ser ejecutados como traidores y bandidos. Cortina se rinde a regañadientes. Riley asciende a capitán, a cargo de todos los soldados estadounidenses e irlandeses inmigrantes que han venido a México en números cada vez mayores. Como estímulo se les da su propia bandera verde con su santo patrono San Patricio y así, definitivamente forman el Batallón de San Patricio.
Cada vez se hace más evidente que la guerra se está perdiendo, los hombres de Riley debaten qué hacer. Hay una diferencia entre el abandono y la traición. Los que desertaron antes de la guerra y sean llevados de vuelta a los Estados Unidos se les latigará y de marcara; los que desertaron después de la declaración de guerra serán ahorcados como traidores. Ellos deciden morir como hombres que luchan por la libertad. Cuando finalmente se pierden, Cortina ha escapado con muchos de sus fuerzas, y los irlandeses están hechos prisioneros. Muchos de ellos todavía son ciudadanos británicos, y nunca recibieron la ciudadanía de los Estados Unidos ciudadanía que se les había prometido para alistarse en el Ejército de los Estados Unidos. El General Winfield Scott rechaza la apelación del Gobierno de México, presentada por el coronel Nexor, para reconocer a los hombres de Riley como ciudadanos y prisioneros de guerra mexicanos; Las protestas han llegado de todas las naciones del mundo para denunciar el castigo tan bárbaro y una contradicción absoluta de los principios de la Revolución Americana. Scott es inflexible: los desertores serán azotados y marcados, y los obligaran a ver a los traidores como eran ahorcados.
En el día de su ejecución, a la vista de los hombres, Riley es azotado con un látigo: 50 golpes. Para después ser marcado en la mejilla derecha con una letra grande D justo debajo del ojo.
Después, en una cantera de trabajos forzados para prisioneros militares, Riley es liberado por su antiguo comandante y expresa: "Yo siempre he sido libre." Regresa a México, y se encuentra con Marta que sigue viva. Ella todavía tiene la bandera del Batallón de San Patricio. Cortina reconoce el amor de Martha por Riley y se marcha. Riley y Marta desaparecen en el desierto.
El general Winfield Scott, quien tenía la esperanza de convertirse en el presidente de los Estados Unidos. fue derrotado, y el general Zachary Taylor que solo quería la paz, fue elegido.
El día de hoy el Batallón de San Patricio es honrado anualmente por México e Irlanda.

## Reparto
- Tom Berenger  - Sargento / Teniente / Captain John Riley
- Joaquim de Almeida - Juan Cortina
- Daniela Romo - Marta
- Mark Moses -  Coronel Benton Lacy
- Stuart Graham -  Cabo Kenneally
- Gregg Fitzgerald - Paddy Noonan
- Don Wycherley - Brian Athlone
- Wolf Muser - Corporal Schultz
- Luke Hayden - Seamus McDougherty
- Ilia Volok -  Daniel Grzbalski
- Patrick Bergin - General Winfield Scott
- James Gammon -  General Zachary Taylor
- Carlos Carrasco - Domínguez
- Stephen Tobolowsky - Capitán Gaine
- Jorge Bosso - Coronel Maximo Nexor
- Alberto de Mónaco - Soldado James Kelley